# Walraversijde

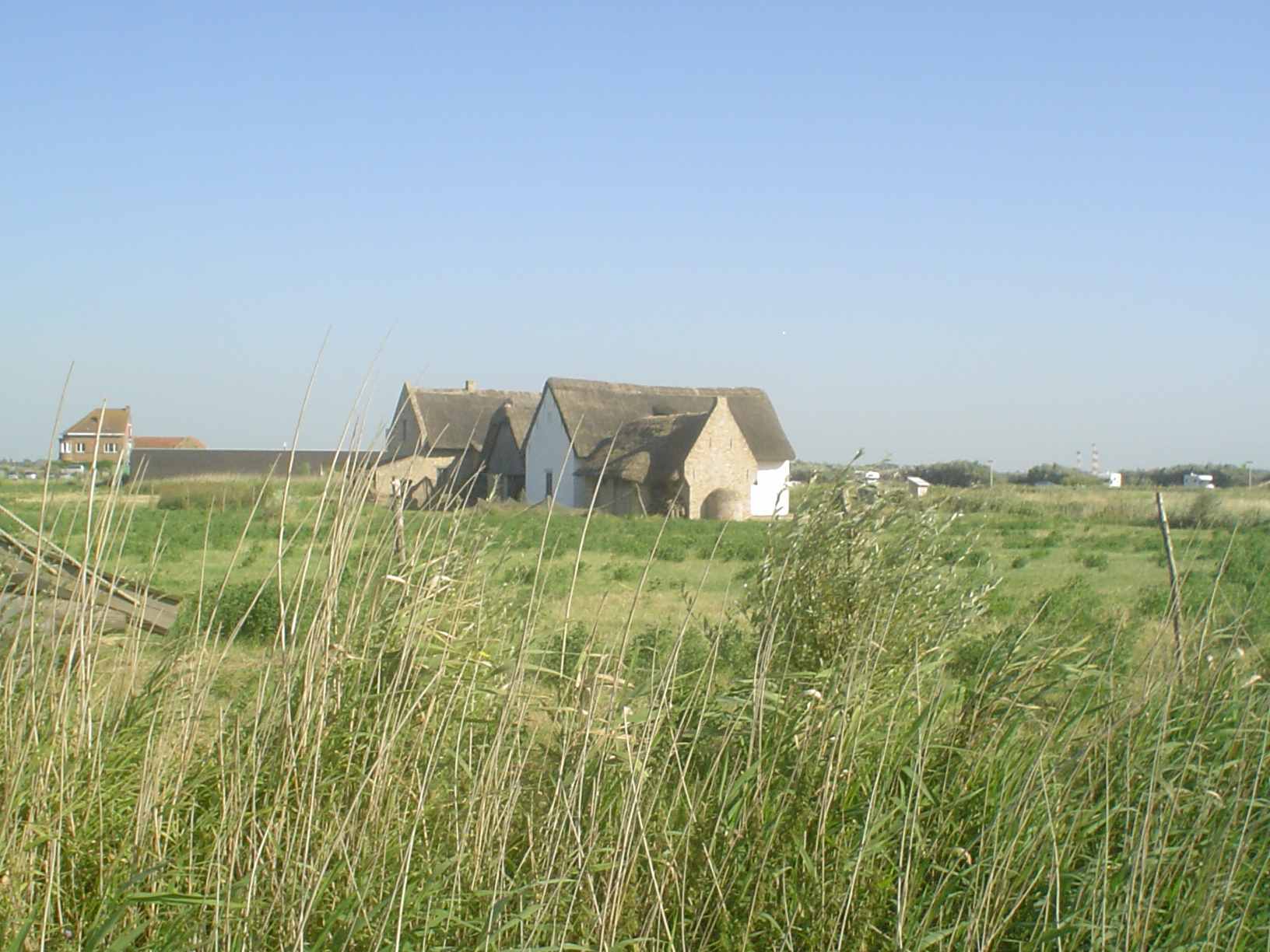
Reconstrucción de cabañas de pescadores del en el sitio arqueológico de Walraversijde; hacia 1465.

Walraversijde es una villa de pescadores medieval abandonada en la costa de Bélgica, cerca de Ostende. Fue redescubierta en 1992 en la zona de dunas, cerca de un dique medieval. Las investigaciones realizadas han permitido determinar que fue ocupada en dos fases, entre 1200 y 1600. Walraversijde ha sido estudiada con más cuidado y en forma más sistemática que otras comunidades medievales de pescadores en Europa. La villa ha sido reconstruida de forma parcial, y aloja el Museo Walraversijde. 

## Descubrimiento
Walraversijde fue descubierto en 1992 en la costa belga por el arqueólogo Marnix Pieters. Se la encontró en una zona de dunas cerca de un dique (terraplén) medieval. Antes de su descubrimiento, Walraversijde era una villa extraviada, sin restos que fueran visibles a nivel del suelo. Se excavaron dos sitios relacionados, uno sobre la playa y el otro en un pólder. El sitio en la playa estuvo habitado entre el 1200 y el 1400, y el sitio del pólder estuvo habitado entre el 1400 y el 1600. Las excavaciones han hallado evidencia de actividades durante la época romana, como por ejemplo un terraplén romano.
Walraversijde dejó de estar en funcionamiento luego del Sitio de Ostende of 1601–1604, cuando un campamento de caballería española operaba desde dicho sitio. Los numerosos artefactos y restos hallados se encuentran en buen estado de conservación. Los sitios han sido excavados en forma sistemática y han brindado valiosos hallazgos.

## Otras imágenes

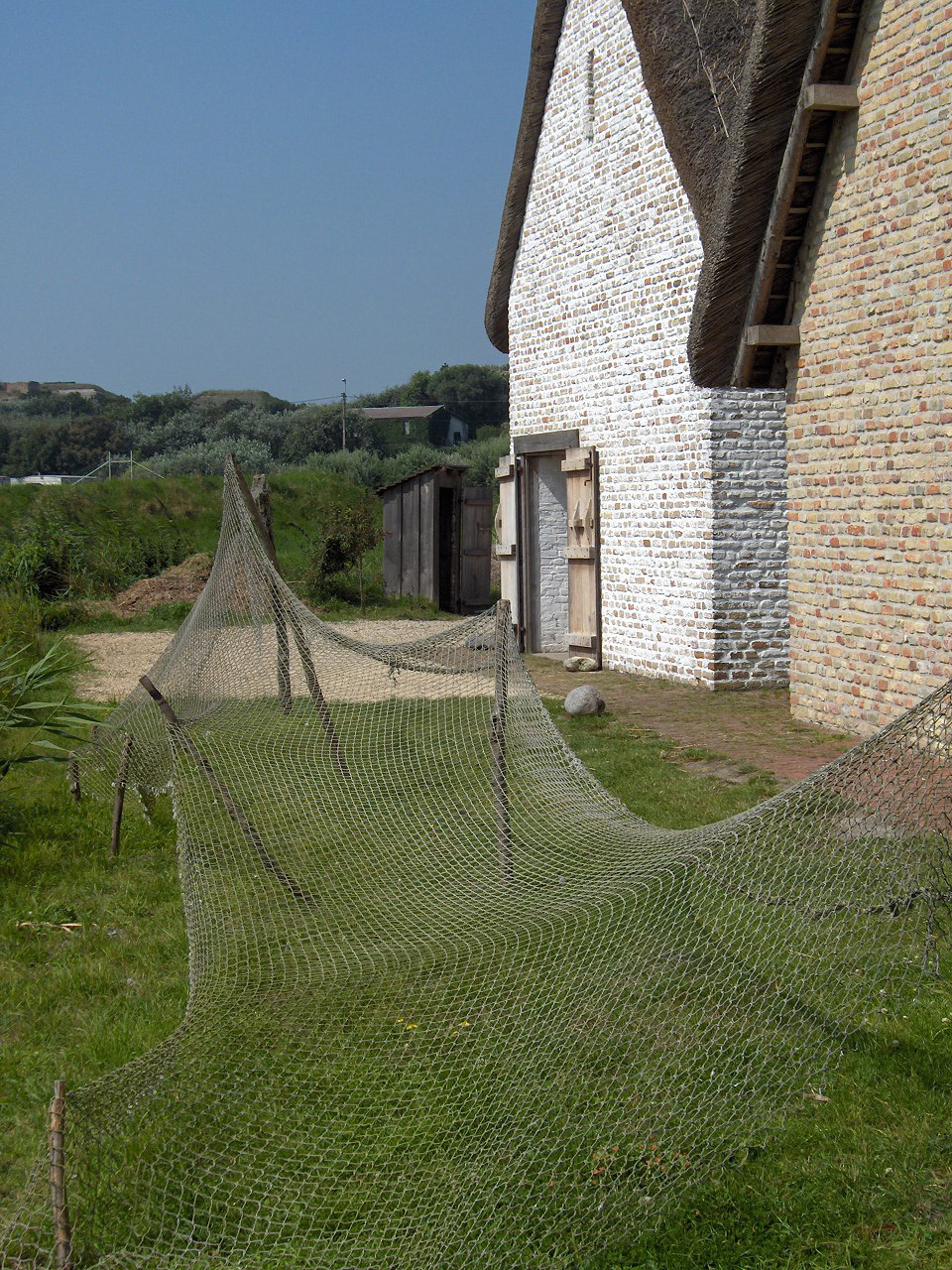
Red de pesca puesta a secar sobre palos (reconstrucción)
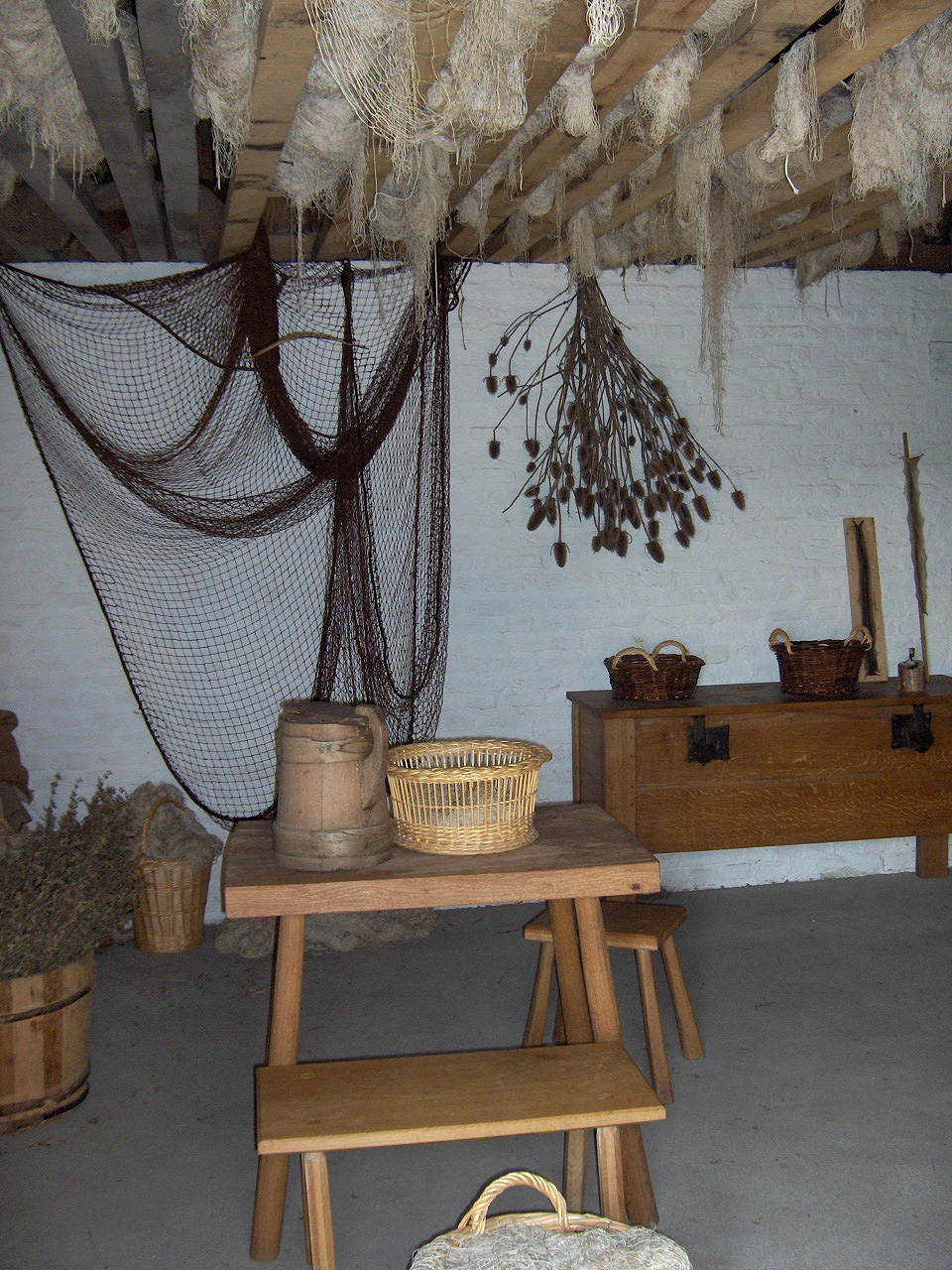
Redes, muebles y jarra
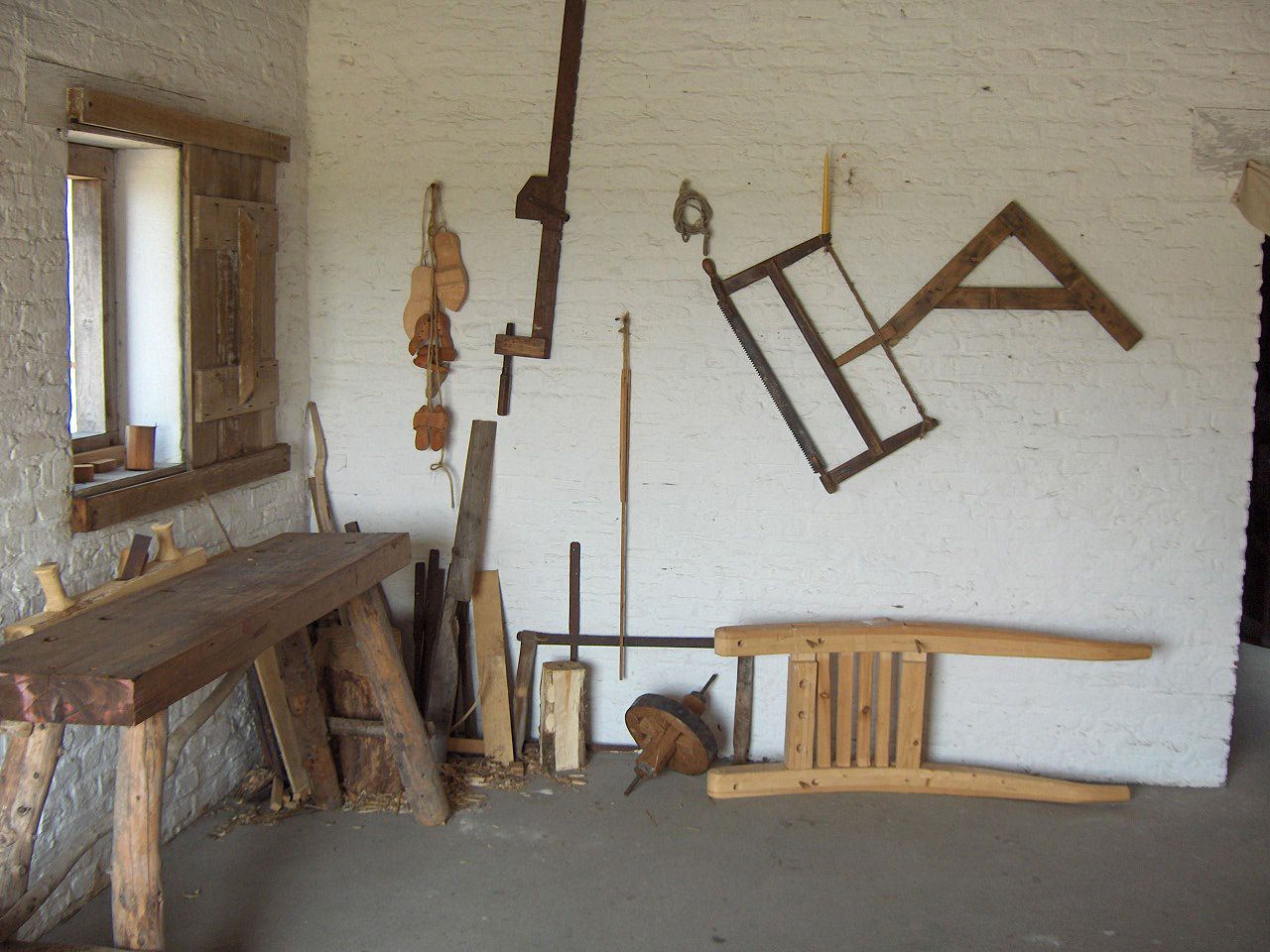
Herramientas de un carpintero medieval
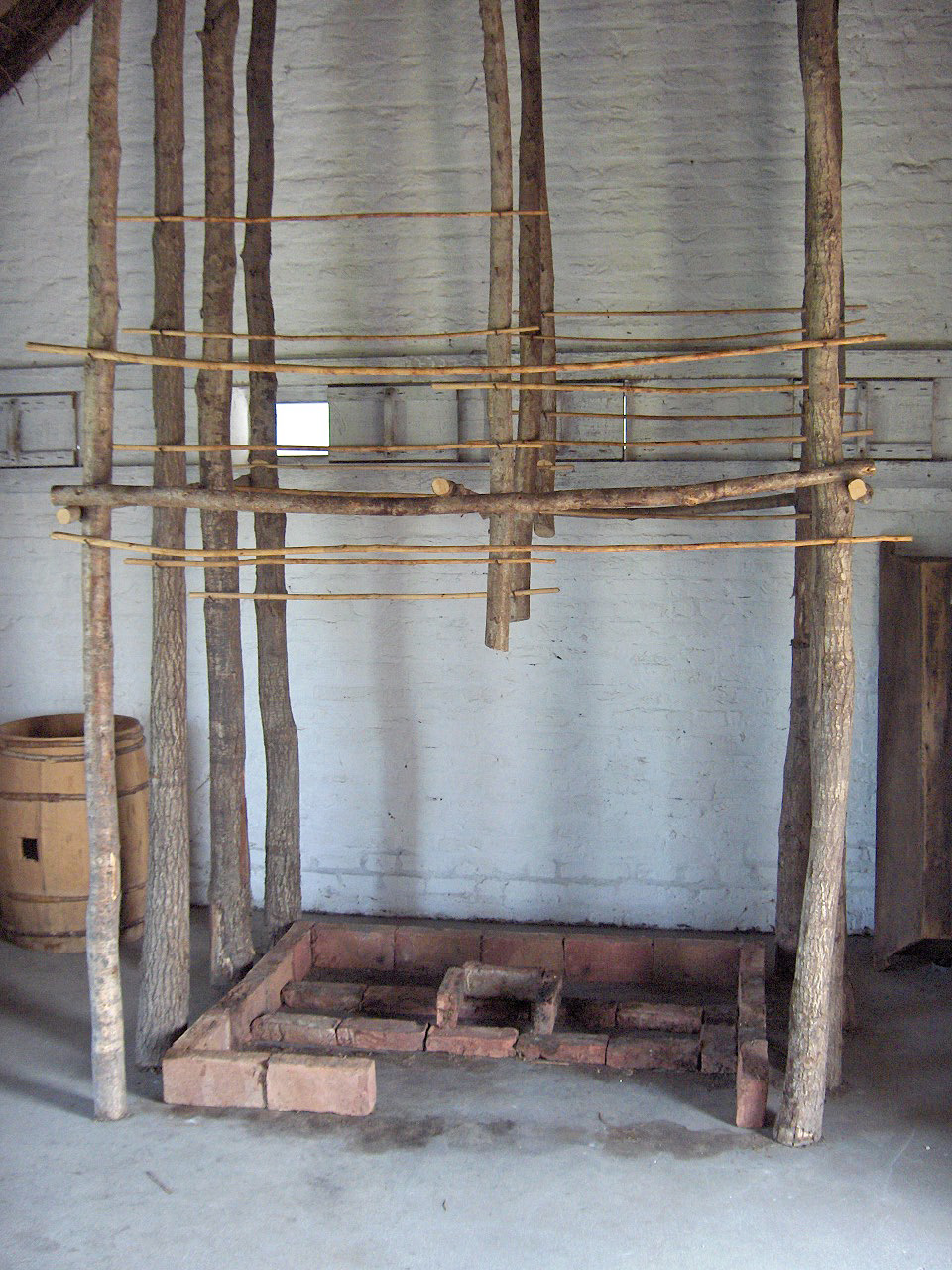
Ahumadero de pescado; bastidores para colocar los pescados
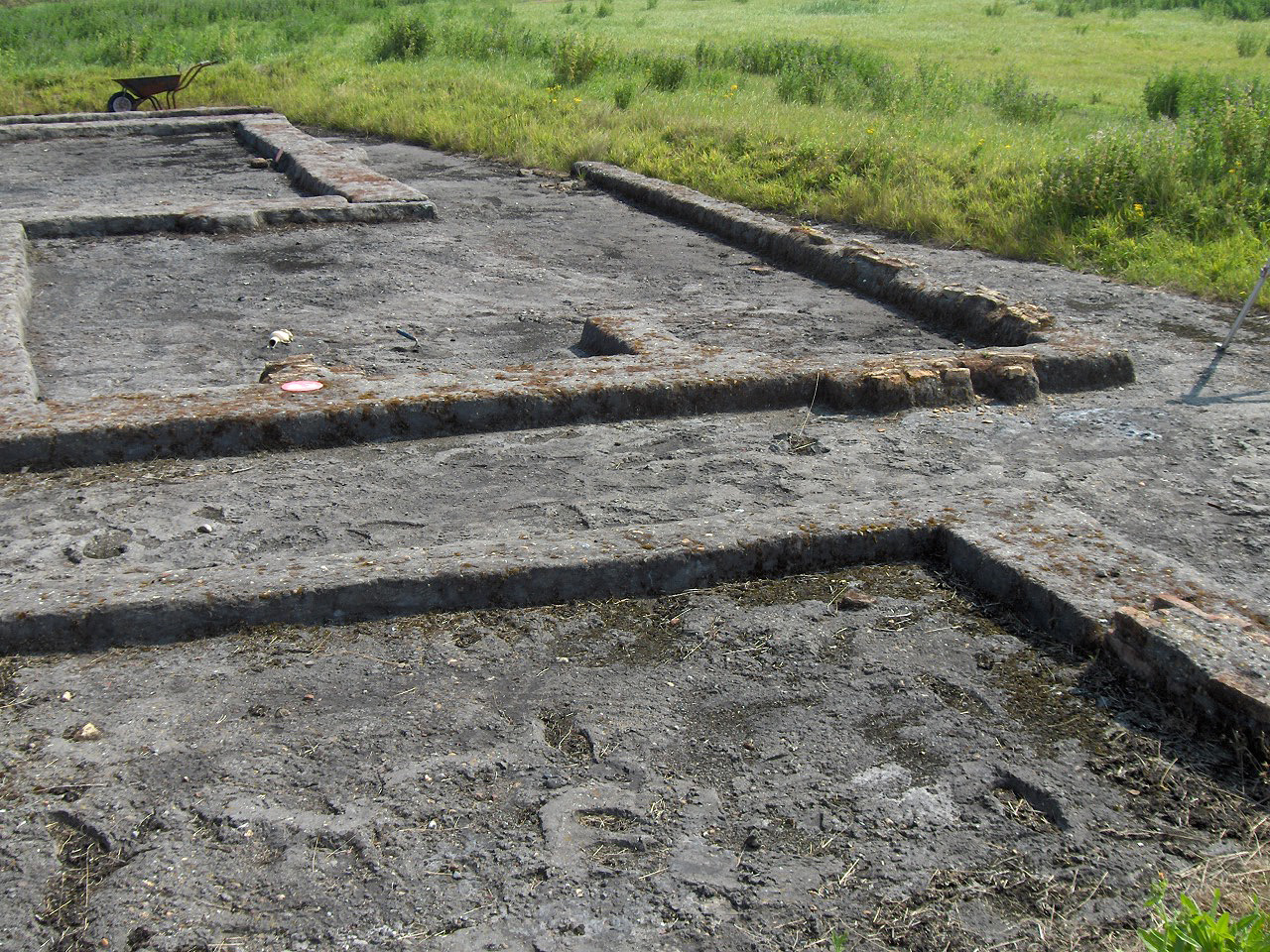
Cimientos de casas de pescadores